# 横云山路站
横云山路站是青岛地铁6号线的地铁车站，位于中华人民共和国山东省青岛市黄岛区团结路与横云山路交叉口西侧，为6号线北端终点站，于2024年4月26日开通。

## 车站结构
横云山路站位于团结路与横云山路交叉口西侧，沿团结路路南设置，呈东西走向，为地下一层岛式站台车站，车站长239.3米，标准段宽19.9米，车站地面为站厅层，地下一层为站台层，站台设置全高站台门。车站东侧设有一组交叉渡线，供列车站前折返，两侧站台均有使用。
| 地面                           | 站厅及出入口 | A、B、C出入口、客服中心、自动售票机、验票机                                                                                                |
| 地下一层                       | 站台         | \| \| \| 6号线往灵山湾（山王河（福莱社区）） \| \| 島式 · ↑開左邊车门 ↓開右邊车门 \| \| \| \| \| \| 6号线往灵山湾（山王河（福莱社区）） \| |
|                                |              | 6号线往灵山湾（山王河（福莱社区）） |
| 島式 · ↑開左邊车门 ↓開右邊车门 |              | |
|                                |              | 6号线往灵山湾（山王河（福莱社区）） |

## 出入口
横云山路站共设3个出入口，各出口及周围设施如下所示：
| 编号                | 指示       | 建议前往的目的地     | 图片 |
| ------------------- | ---------- | -------------------- | ---- |
| A · 出口 · （设有） | 康岳路(北) |                      |      |
| B · 出口 · （设有） | 团结路(南) | 海尔工业智能研究院   |      |
| C · 出口 · （设有） | 团结路(南) | 青岛国信制药有限公司 |      |
| 图例： 设有         |            |                      |      |

## 接驳交通

### 公交车
- 横云山路地铁站：W10路，W9路，黄岛83路

## 车站历史
本站工程名为生态站，公示站名为基因产业园站，正式站名为横云山路站，以车站东侧的横云山路命名。
- 2024年4月26日，车站随6号线一期通车开通[1]。